# Ems (reka)
Ems (nemško Ems [ɛms] ; nizozemsko Eems [eːms] ) je reka v severozahodni Nemčiji. Teče skozi zvezne dežele Severno Porenje-Vestfalija in Spodnja Saška ter se izliva v Dollartov zaliv, ki je del Waddenskega morja. Njena skupna dolžina je 362,4 km (225,2 mi).Državna meja med spodnjesaškim območjem Vzhodne Frizije (Nemčija) in nizozemske province Groningen (Nizozemska), katere natančen potek je bil predmet mejnega spora med Nemčijo in Nizozemsko (rešenega leta 2014), poteka skozi estuarij reke Ems.